# Baltazar Opec
Baltazar Opec (inne formy nazwiska: Balthazar de Cracovia, Opeć, Opecki, ur. lata 80. XV w. w Krakowie, zm. 1. połowa XVI w.) – pisarz religijny przełomu XV i XVI wieku.

## Życiorys
Urodził się w Krakowie (brak roku urodzenia) jako syn mieszczanina Wacława. Student (od 1499), późniejszy absolwent Akademii Krakowskiej. W roku 1505 został bakałarzem, w 1510 magistrem (według niektórych źródeł był doktorem teologii). Między 1529 a 1531 był proboszczem w miasteczku Sienno. Rok śmierci nieznany.

## Twórczość
W roku 1522, w drukarni Hieronima Wietora w Krakowie, ukazało się największe dzieło Opeca Żywot Wszechmocnego Syna Bożego Pana Jezu Krysta, opowieść o życiu sancta familia (świętej rodziny), stanowiąca kompilację źródeł polskich i łacińskich. Utwór ma charakter apokryficzny i jest jedną z najwcześniejszych książek wydanych po polsku. Jest on przeróbką dzieła św. Bonawentury, zawierającą 10 rozdziałów apokryficznych, których źródłem jest rękopiśmienny tekst Rozmyślania przemyskiego; do Żywota... dołączono przekłady kilkunastu łacińskich pieśni religijnych. Hipotezę o istnieniu zaginionego wyd. z 1517 obalił J. Janów "Chronologia pierwszych wydań dzieła B. Opecia", Sprawozdania PAU 1946, nr 2.

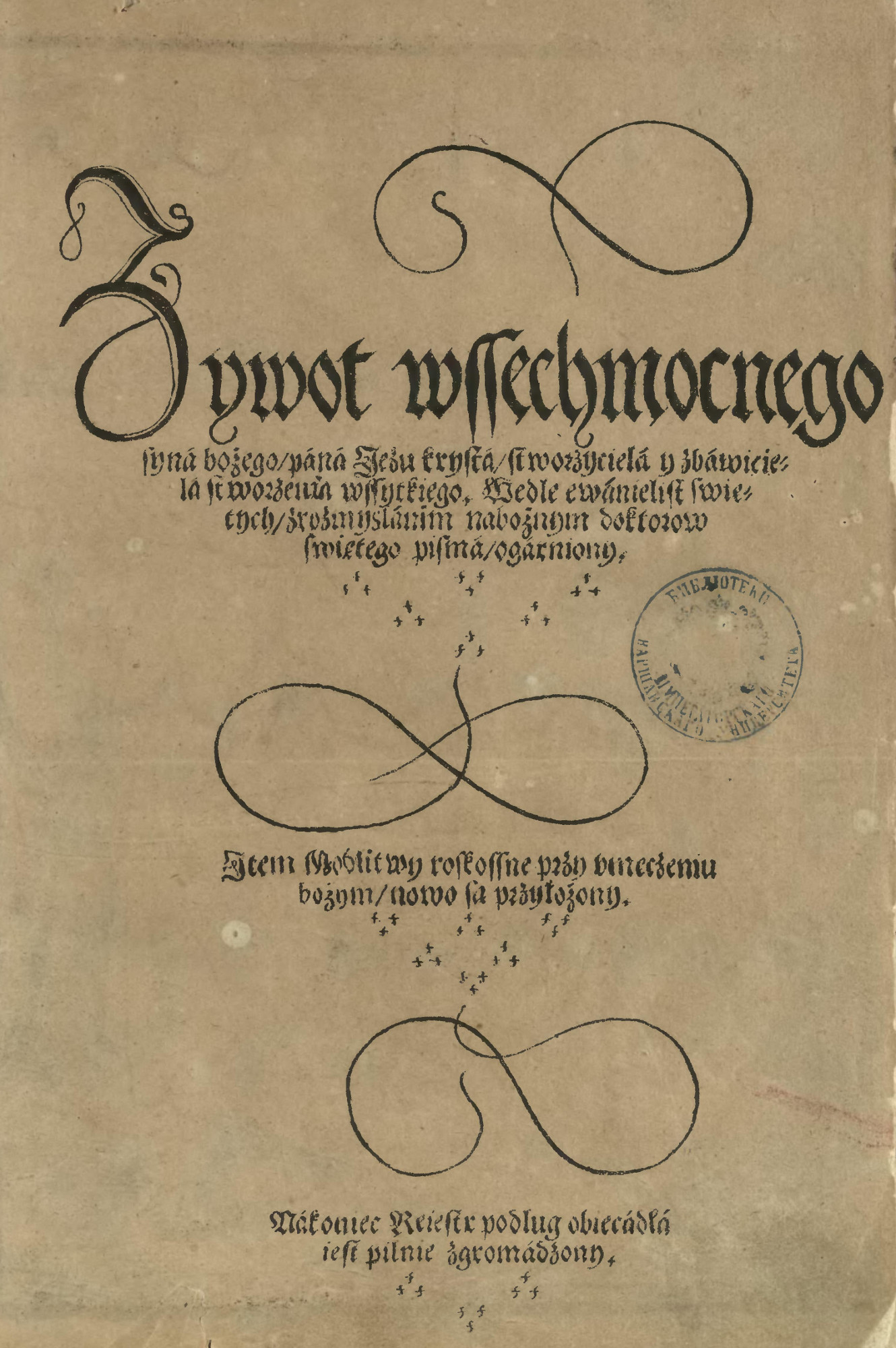
Żywot Pana Jezu Krysta, wydany w 1522 w Krakowie

### Wydania
- Żywot Pana Jezu Krysta, Kraków 1522, drukarnia H. Wietor;
- wyd. następne: Kraków 1522, drukarnia F. Ungler w oficynie J. Hallera (według redakcji Jana Sandeckiego-Maleckiego); Kraków 1538; Kraków 1541, ogółem ponad 40 wydań;
- edycje nowsze:
  - wyd. homograficzne J. Polkowskiego według edycji J. Hallera z 1522, z egz. Biblioteki Branickich w Suchej, Kraków 1882; Gniezno 1884; Poznań 1906;
  - krytyczna edycja transkrypcji wraz z reprintem: Żywot Pana Jezu Krysta (1522), wydali i wstępami opatrzyli: Wiesław Wydra i Rafał Wójcik, wstęp ikonograficzny: Katarzyna Krzak-Weiss, Poznań 2014;

### Przedrukowanie fragmentów
- A. A. Kryński i M. Kryński Zabytki języka staropolskiego, Warszawa 1918;
- także wyd. 2 Warszawa 1925 (według edycji Poznań 1884);
- I. Chrzanowski, S. Kot Humanizm i reformacja w Polsce, Lwów 1927 (według edycji Poznań 1884);
- S. Vrtel-Wierczyński Wybór tekstów staropolskich, Lwów 1930;
- także wyd. 2 Warszawa 1950 (według obu edycji z 1522);
- także wyd. 3 Warszawa 1963;
- pieśni z 2 pierwszych edycji przedr. M. Bobowski "Polskie pieśni katolickie od najdawniejszych czasów do końca XVI wieku", Rozprawa AU Wydział Filologiczny, t. 19 (1893), s. 137 nn.
- 7 pieśni przedr. A. Brückner "Średniowieczna pieśń religijna polska", Kraków 1933, Biblioteka Narodowa, seria I, nr 65
- wszystkie pieśni omówił i fragmenty przedr. K. Kosiński "Z dziejów średniowiecznej hymnologii polskiej", Jednota 1932 i odb.;

### Przedrukowanie przedmów
- przedmowę H. Wietora do wyd. z 1522 w całości lub fragmentach przedr.:
  - J. Lelewel Bibliograficznych ksiąg dwoje, t. 1, Wilno 1823, s. 118-119;
  - M. Wiszniewski Historia literatury polskiej, t. 6, Kraków 1844, s. 381-383;
  - A. Jocher Obraz bibliograficzno-historyczny literatury i nauk w Polsce, t. 3, Wilno 1857, s. 186-187;
  - I. Chrzanowski, S. Kot Humanizm i reformacja w Polsce, Lwów 1927;
  - W. Taszycki "Obrońcy języka polskiego. Wiek XV-XVIII", Wrocław 1953, Biblioteka Narodowa, seria I, nr 146;
- przedmowę J. Sandeckiego do wyd. 1522 przedr.:
  - I. Chrzanowski, S. Kot Humanizm i reformacja w Polsce, Lwów 1927
- przedmowę H. Wietora do wyd. 1538 przedr. W. Taszycki "Obrońcy języka polskiego. Wiek XV-XVIII", Wrocław 1953, Biblioteka Narodowa, seria I, nr 146